# Heriades longispinis
Heriades longispinis là một loài Hymenoptera trong họ Megachilidae. Loài này được Cockerell mô tả khoa học năm 1944.